# Монжерон
Монжерон (на френски: Montgeron, [mɔ̃ʒǝʁɔ̃]) е град в северна Франция, част от департамент Есон в регион Ил дьо Франс. Населението му е около 23 600 души (2014).
Разположен е на 32 метра надморска височина в Парижкия басейн, на 3 километра от десния бряг на река Сена и на 19 километра югоизточно от центъра на Париж. Намиращо се на средновековния път към Бургундия, през XIX век селището става място за почивка на парижката буржоазия, а от средата на XX век бързо се разраства като жилищно предградие на Париж.

## Известни личности
Починали в Монжерон
- Франсоаз Розе (1891 – 1974), актриса